# Характеристическая функция (термодинамика)
Характеристическая функция — функция состояния термодинамической системы, рассматриваемая как математическая функция определённого набора термодинамических параметров — естественных независимых переменных — и характеризующаяся тем, что посредством этой функции (если она не равна тождественно нулю), её частных производных по естественным переменным и самих естественных переменных могут быть выражены в явном виде все термодинамические свойства системы. После замены хотя бы одной из естественных переменных на другую независимую переменную функция перестаёт быть характеристической. При фиксированных естественных переменных характер изменения характеристической функции (убывание или возрастание) указывает на направление протекания самопроизвольного процесса. Характеристическая функция аддитивна: характеристическая функция всей системы равна сумме характеристических функций её частей. Функция состояния, представляющая собой характеристическую функцию для одних термодинамических систем, может не являться характеристической для других систем. Так, потенциал Гиббса и функция Планка для фотонного газа не являются характеристическими функциями, поскольку тождественно равны нулю.
Характеристическими функциями являются
- внутренняя энергия системы {\displaystyle U,} рассматриваемая как функция энтропии {\displaystyle S} и обобщённых термодинамических координат {\displaystyle x_{1},x_{2},...}[6] — объёма системы, площади поверхности раздела фаз, длины упругого стержня (пружины, резиновой нити), поляризации диэлектрика, намагниченности магнетика, масс компонентов системы и др.[7]:

{\displaystyle U=U(S,x_{1},x_{2},...);}
- энтропия системы {\displaystyle S,} рассматриваемая как функция внутренней энергии {\displaystyle U} и обобщённых координат {\displaystyle x_{1},x_{2},...}[8]:

{\displaystyle S=S(U,x_{1},x_{2},...);}
- любая обобщённая координата (пусть, для определённости, это будет {\displaystyle x_{1}}) рассматриваемая как функция внутренней энергии {\displaystyle U,} энтропии {\displaystyle S} и остальных обобщённых координат {\displaystyle x_{2},...}[9]:

{\displaystyle x_{1}=x_{1}(U,S,x_{2},...).}
Последнее из приведённых соотношений практического значения не имеет: такую обобщённую координату, как объём, не используют как характеристическую функцию от энергии и энтропии, а вот выбор между первыми двумя функциями производится в соответствии с физическим смыслом обсуждаемой проблемы или исходя из соображений удобства.

## Историческая справка
Франсуа Массье первым (1869) стал использовать внутреннюю энергию и энтропию в качестве независимых переменных, ввёл в термодинамику представление о характеристических функциях (как и сам термин) и предложил к использованию две такие функции. Он же впервые сформулировал соотношения, которые в современной литературе называют уравнениями Гиббса — Гельмгольца. Заслуга введения термодинамических потенциалов принадлежит Дж. У. Гиббсу (1875–1876); термин «термодинамический потенциал» предложил Пьер Дюгем.

## Внутренняя энергия как характеристическая функция
Для простых систем имеем:
{\displaystyle U=U(S,V),}
где {\displaystyle V} — объём системы, или в дифференциальной форме:
{\displaystyle dU=TdS-PdV,}
где {\displaystyle T} — абсолютная температура, {\displaystyle P} — давление. Из этого соотношения получаем выражения для температуры и давления:
{\displaystyle T=\left({\frac {\partial U(S,V)}{\partial S}}\right)_{V},~P=-\left({\frac {\partial U(S,V)}{\partial V}}\right)_{S},}
практическое использование которых предполагает знание канонического уравнения состояния {\displaystyle U=U(S,V).} Выражение для давления есть не что иное, как термическое уравнение состояния рассматриваемой системы.
Для второй производной имеем:
{\displaystyle \left(\partial ^{2}U/\partial S^{2}\right)_{V}=\left(\partial T/\partial S\right)_{V}.}
Поскольку теплоёмкость системы при постоянном объёме равна
{\displaystyle C_{V}\equiv \left({\frac {\partial U}{\partial T}}\right)_{V}={\frac {T}{\left(\partial T/\partial S\right)_{V}}},}
окончательно получаем:
{\displaystyle C_{V}=\left({\frac {\partial U}{\partial T}}\right)_{V}={\frac {T}{\left(\partial ^{2}U/\partial S^{2}\right)_{V}}}={\frac {\left(\partial U/\partial S\right)_{V}}{\left(\partial ^{2}U/\partial S^{2}\right)_{V}}}.}
Для изоэнтропического модуля упругости {\displaystyle K_{S}} посредством аналогичных выкладок получаем:
{\displaystyle K_{S}=V\left(\partial ^{2}U/\partial V^{2}\right)_{S}.}
Итак, для данной системы первые производные {\displaystyle U(S,V)} по естественным переменным определяют термические свойства системы, а вторые — калорические. Таким образом, внутренняя энергия {\displaystyle U} является характеристической функцией для естественных переменных {\displaystyle S} и {\displaystyle V}.

## Условия равновесия и стабильности термодинамических систем, выраженные через внутреннюю энергию
В состоянии термодинамического равновесия системы её внутренняя энергия имеет минимальное значение при постоянстве своих естественных переменных — энтропии {\displaystyle S,} объёма системы {\displaystyle V} и масс составляющих систему веществ {\displaystyle \left\{m_{i}\right\}}. Для простых изоэнтропических систем постоянного объёма необходимое и достаточное условие равновесия, выраженные через внутреннюю энергию, имеет вид:
| {\displaystyle (\Delta U)_{S},~_{V},~_{\left\{m_{i}\right\}}\geqslant 0.} | (Условие стабильного равновесия) |

Символ {\displaystyle \Delta } здесь означает вариацию, т. е. виртуальное изменение внутренней энергии. Знак равенства в этом выражении относится к безразличному равновесию.
Разлагая {\displaystyle \Delta U} в ряд Тейлора и ограничиваясь бесконечно малыми вариациями первого и второго порядка, для простых систем постоянного состава из необходимого условия экстремума получаем:
| {\displaystyle (\delta U)_{S},~_{V}=0.} | (Условие равновесия) |

В отличие от дифференциала {\displaystyle dU}, соответствующего бесконечно малому изменению внутренней энергии в реальном процессе, вариация {\displaystyle \delta U} относится к бесконечно малому виртуальному изменению.
Из достаточного условия минимума получаем:
| {\displaystyle (\delta ^{2}U)_{S},~_{V}>0.} | (Условие стабильности) |

Существуют ситуации, когда неравенства, выражающие условие равновесия и условие стабильности выполняются, а более общее условие стабильного равновесия — нет. Такие случаи соответствуют метастабильному равновесию, известными примерами которого служат перегретая или переохлажденная жидкость, пересыщенный раствор.
Наоборот, для систем в критическом состоянии условие стабильности не выполняется, тогда как более общее условие стабильного равновесия сохраняет истинность. В критической точке обращаются в нуль не только первая вариация внутренней энергии, но также вторая и третья вариации, и только четвёртая вариация положительна.
Преобразуем условие равновесия:
| {\displaystyle (\delta U)_{S},~_{V}=\left({\frac {\partial U}{\partial S}}\right)_{V}\delta S+\left({\frac {\partial U}{\partial V}}\right)_{S}\delta V=T\delta S-P\delta V=0,} |

Если на систему не наложены ограничения в виде наличия в ней адиабатических и/или жёстких механических перегородок, то в силу независимости переменных {\displaystyle S} и {\displaystyle V} (из чего вытекает независимость вариаций этих переменных) данное соотношение выполняется тогда и только тогда, когда
| {\displaystyle T=const,} | (Условие термического равновесия) |

| {\displaystyle P=const,} | (Условие механического равновесия) |

т. е. необходимым условием термодинамического равновесия в простой системе является соблюдение в ней частных равновесий — термического и механического: равенства температур и равенства давлений для всех частей системы.
Преобразуем условие стабильности:
| {\displaystyle (\delta ^{2}U)_{S},~_{V}=\left({\frac {\partial ^{2}U}{\partial S^{2}}}\right)_{V}\delta S^{2}+2\left({\frac {\partial ^{2}U}{\partial S\partial V}}\right)\delta S\delta V+\left({\frac {\partial ^{2}U}{\partial V^{2}}}\right)_{S}\delta V^{2}>0.} |

Эта действительная симметрическая квадратичная форма будет положительно определённой тогда и только тогда, когда положительны составленный из коэффициентов формы детерминант устойчивости {\displaystyle D} и его главные миноры, т. е. когда одновременно выполняются условия:
| {\displaystyle D\equiv {\begin{vmatrix}\left({\frac {\partial ^{2}U}{\partial S^{2}}}\right)_{V}&{\frac {\partial ^{2}U}{\partial S\partial V}}\\{\frac {\partial ^{2}U}{\partial S\partial V}}&\left({\frac {\partial ^{2}U}{\partial V^{2}}}\right)_{S}\end{vmatrix}}>0,} | (Детерминант устойчивости) |

| {\displaystyle \left({\frac {\partial ^{2}U}{\partial S^{2}}}\right)_{V}>0,} |

| {\displaystyle \left({\frac {\partial ^{2}U}{\partial V^{2}}}\right)_{S}>0.} |

Преобразуем условие термической стабильности, выразив его через температуру и теплоёмкость:
| {\displaystyle \left({\frac {\partial ^{2}U}{\partial S^{2}}}\right)_{V}=\left({\frac {\partial T}{\partial S}}\right)_{V}={\frac {T}{C_{V}}}>0.} | (Условие термической стабильности) |

Условие механической стабильности выражается через объём и модуль упругости:
| {\displaystyle \left({\frac {\partial ^{2}U}{\partial V^{2}}}\right)_{S}={\frac {K_{S}}{V}}>0.} | (Условие механической стабильности) |

Можно показать, что из условия {\displaystyle D>0} следуют неравенства {\displaystyle \left({\frac {\partial P}{\partial V}}\right)_{S}<0} и {\displaystyle \left({\frac {\partial P}{\partial V}}\right)_{T}<0,} т. е. в устойчивых состояниях сжатие приводит к росту давления, система «пружинит», а флуктуации плотности рассасываются. В противном случае, при {\displaystyle {\frac {\partial P}{\partial V}}>0,} эти флуктуации бы лавинообразно нарастали, и такие состояния являлись бы абсолютно неустойчивыми.

## Энтропия как характеристическая функция
Энтропия, выраженная в переменных {\displaystyle U} и {\displaystyle V} также может выступать как характеристическая функция, так как выражение для её дифференциала в равновесных процессах имеет вид:
{\displaystyle dS={\frac {1}{T}}dU+{\frac {p}{T}}dV.}
Откуда следуют следующие выражения для давления и температуры:
{\displaystyle T={\frac {1}{\left({\frac {\partial S}{\partial U}}\right)_{V}}},\quad p={\frac {\left({\frac {\partial S}{\partial V}}\right)_{U}}{\left({\frac {\partial S}{\partial U}}\right)_{V}}}.}
Для теплоёмкости при постоянном объёме получим:
{\displaystyle C_{V}\equiv \left({\frac {\partial U}{\partial T}}\right)_{V}={\frac {1}{\left({\frac {\partial T}{\partial U}}\right)_{V}}}=\left[\left({\frac {\partial }{\partial U}}{\frac {1}{\left({\frac {\partial S}{\partial U}}\right)_{V}}}\right)_{V}\right]^{-1}=-{\frac {\left[\left({\frac {\partial S}{\partial U}}\right)_{V}\right]^{2}}{\left({\frac {\partial ^{2}S}{\partial U^{2}}}\right)_{V}}}.}

## Термодинамические потенциалы и функции Массье — Планка
На практике в качестве независимой термической переменной вместо внутренней энергии {\displaystyle U} или энтропии {\displaystyle S} гораздо удобнее использовать абсолютную температуру {\displaystyle T}, однако функции {\displaystyle U=U(T,x_{1},x_{2},...)} и {\displaystyle S=S(T,x_{1},x_{2},...)} характеристическими не являются. Можно, однако, переход от одного набора естественных термодинамических переменных к другому, более удобному в конкретной ситуации, выполнить одновременно с трансформацией одной характеристической функции в другую. Замену независимых переменных с одновременной заменой одной характеристические функции на другую, тоже характеристическую, выполняют посредством преобразования Лежандра: если результат такого преобразования не равен тождественно нулю, то независимая и зависимая переменные в сопряжённой паре «обобщённая сила — обобщённая координата» меняются ролями. Понятно, что тождественно равный нулю результат применения преобразования Лежандра к характеристической функции уже не будет характеристической функцией, ибо просто-напросто  функцией уже не является.
Так, выполняя для внутренней энергии {\displaystyle U} преобразование
{\displaystyle U} —> {\displaystyle U-TS,}
получаем характеристическую функцию, называемую термодинамическим потенциалом Гельмгольца, для которой естественными переменными будут {\displaystyle T,x_{1},x_{2},...}:
| {\displaystyle F(T,x_{1},x_{2},...)\equiv U-TS.} | (Дефиниция термодинамического потенциала Гельмгольца) |

Выполняя для энтропии {\displaystyle S} преобразование
{\displaystyle S} —> {\displaystyle S-U/T,}
получаем характеристическую функцию, называемую функцией Массье, для которой естественными переменными будут {\displaystyle {\frac {1}{T}},x_{1},x_{2},...} :
| {\displaystyle \Psi ({\frac {1}{T}},x_{1},x_{2},...)\equiv S-U/T.} | (Дефиниция функции Массье) |

К потенциалу Гельмгольца и функции Массье можно вновь применить преобразование Лежандра. Из внутренней энергии, осуществляя последовательно преобразование Лежандра по различным переменным, получают группу характеристических функций, называемых термодинамическими потенциалами.
| Название                                                                                            | Определение | Функция                                             | Полный дифференциал                                                                             |
| Внутренняя энергия                                                                                  | | {\displaystyle U=U(S,V,\{m_{i}\})}                  | {\displaystyle dU=TdS-PdV+\sum _{i=1}^{k}\mu _{i}dm_{i}}                                        |
| Энтальпия (теплосодержание)                                                                         | {\displaystyle H\equiv U+PV} | {\displaystyle H=H(S,P,\{m_{i}\})}                  | {\displaystyle dH=TdS+VdP+\sum _{i=1}^{k}\mu _{i}dm_{i}}                                        |
| Потенциал Гельмгольца (Свободная энергия Гельмгольца, изохорно-изотермический потенциал)            | {\displaystyle F\equiv U-TS} | {\displaystyle F=F(T,V,\{m_{i}\})}                  | {\displaystyle dF=-SdT-PdV+\sum _{i=1}^{k}\mu _{i}dm_{i}}                                       |
| Потенциал Гиббса (Свободная энергия Гиббса, свободная энтальпия, изобарно-изотермический потенциал) | {\displaystyle G\equiv U+PV-TS=H-TS=} {\displaystyle F+PV=\sum _{i=1}^{k}\mu _{i}m_{i}}                                            | {\displaystyle G=G(T,P,\{m_{i}\})}                  | {\displaystyle dG=-SdT+VdP+\sum _{i=1}^{k}\mu _{i}dm_{i}}                                       |
| Потенциал Ландау (Большой термодинамический потенциал)                                              | {\displaystyle \Omega \equiv U-TS-\sum _{i=1}^{k}\mu _{i}m_{i}=F-\sum _{i=1}^{k}\mu _{i}m_{i}=} {\displaystyle =U-TS-G=F-G=-PV}    | {\displaystyle \Omega =\Omega (T,V,{\mu _{i}})}     | {\displaystyle d\Omega =-SdT-PdV-\sum _{i=1}^{k}m_{i}d\mu _{i}}                                 |
| Связанная энергия                                                                                   | {\displaystyle \Lambda \equiv U+PV-\sum _{i=1}^{k}\mu _{i}m_{i}=H-\sum _{i=1}^{k}\mu _{i}m_{i}=} {\displaystyle =U+PV-G=H-G=TS}    | {\displaystyle \Lambda =\Lambda (S,P,{\mu _{i}})}   | {\displaystyle d\Lambda =TdS+VdP-\sum _{i=1}^{k}m_{i}d\mu _{i}}                                 |
| —                                                                                                   | {\displaystyle \chi \equiv U-\sum _{i=1}^{k}\mu _{i}m_{i}=U-G=} {\displaystyle =\Omega +\Lambda =TS-PV}                            | {\displaystyle \chi =\chi (S,V,{\mu _{i}})}         | {\displaystyle d\chi =TdS-VdP-\sum _{i=1}^{k}m_{i}d\mu _{i}}                                    |
| Нулевой потенциал Гиббса                                                                            | {\displaystyle \Upsilon \equiv U+PV-TS-\sum _{i=1}^{k}\mu _{i}m_{i}=} {\displaystyle =G-\sum _{i=1}^{k}\mu _{i}m_{i}=\Omega +PV=0} | {\displaystyle \Upsilon =\Upsilon (T,P,{\mu _{i}})} | {\displaystyle d\Upsilon =-SdT+VdP-\sum _{i=1}^{k}m_{i}d\mu _{i}=0} (уравнение Гиббса — Дюгема) |

В таблице {\displaystyle m_{i}} — масса i-го компонента, {\displaystyle \mu _{i}} — химический потенциал этого компонента, {\displaystyle k} — число компонентов в системе.
Последовательное применение преобразования Лежандра к энтропии даёт группу характеристических функций, называемых функциями Массье — Планка. Их использование в статистической физике делает формулы этой дисциплины более компактными и наглядными.
| Название                                                                 | Определение | Функция                                                                                     | Полный дифференциал                                                                                  |
| Энтропия                                                                 | | {\displaystyle S=S(U,V,\{m_{i}\})}                                                          | {\displaystyle dS={\frac {1}{T}}dU+{\frac {P}{T}}dV-\sum _{i=1}^{k}{\frac {\mu _{i}}{T}}dm_{i}}      |
| Функция Массье (Massieu potential; Helmholtz free entropy; free entropy) | {\displaystyle \Psi \equiv S-{\frac {1}{T}}U=-{\frac {F}{T}}}                                                                                                | {\displaystyle \Psi =\Psi \left({\frac {1}{T}},V,\{m_{i}\}\right)}                          | {\displaystyle d\Psi =-Ud{\frac {1}{T}}+{\frac {P}{T}}dV-\sum _{i=1}^{k}{\frac {\mu _{i}}{T}}dm_{i}} |
| Функция Планка (Planck potential; Gibbs free entropy)                    | {\displaystyle \Phi \equiv S-{\frac {1}{T}}U-{\frac {P}{T}}V=\Psi -{\frac {P}{T}}V=-{\frac {G}{T}}}                                                          | {\displaystyle \Phi =\Phi \left({\frac {1}{T}},{\frac {P}{T}},\{m_{i}\}\right)}             | {\displaystyle d\Phi =-Ud{\frac {1}{T}}-Vd{\frac {P}{T}}-\sum _{i=1}^{k}{\frac {\mu _{i}}{T}}dm_{i}} |
| Функция Крамерса                                                         | {\displaystyle \Xi \equiv S-{\frac {1}{T}}U+\sum _{i=1}^{k}{\frac {\mu _{i}}{T}}m_{i}=\Psi +\sum _{i=1}^{k}{\frac {\mu _{i}}{T}}m_{i}=-{\frac {\Omega }{T}}} | {\displaystyle \Xi =\Xi \left({\frac {1}{T}},V,\left\{{\frac {\mu _{i}}{T}}\right\}\right)} | {\displaystyle d\Xi =-Ud{\frac {1}{T}}+{\frac {P}{T}}dV+\sum _{i=1}^{k}m_{i}d{\frac {\mu _{i}}{T}}}  |

В практике термодинамических расчётов (за исключением некоторых задач неравновесной термодинамики) для уменьшения громоздкости вычислений предпочитают использовать термодинамические потенциалы, а не функции Массье — Планка.
Термодинамические потенциалы имеют размерность энергии, а функции Массье — Планка — размерность теплоёмкости.
Подбирая характеристическую функцию, наиболее соответствующую рассматриваемой проблеме, исходят из соображений целесообразности, прежде всего из набора независимых переменных, лучше всего подходящего для решения конкретной задачи, и личных предпочтений.